# Punta de Gabarró
Punta de Gabarró es una montaña del macizo de Montcalm. Localizado en los Pirineos, en la frontera entre Francia y España,  tiene una altitud de 3105 metros sobre el nivel del mar.
Esta cumbre fue nombrada en honor a Pere Gabarró i Garcia, un alpinista catalán que encontró una ruta nueva para subir a la Pica d'Estats.
Esta montaña está incluida en el Parc Natural de l'Alt Pirineu junto con Pica d'Estats y el Pico Verdaguer.